# لونغانو
لونغانو هي بلدية في مقاطعة إزرنية في منطقة مليزة بجنوب إيطاليا، وتقع على بعد حوالي 35 كيلومتر (22 ميل) غرب كمبباسة وحوالي 9 كيلومتر (6 ميل) جنوب إزرنية اعتبارًا من 31 ديسمبر 2004 ، كان عدد سكانها 720 نسمة ومساحتها 27.1 كيلومتر مربع (10.5 ميل2) . 